# Municipio de Vichadero
El municipio de Vichadero es uno de los municipios del departamento de Rivera, Uruguay. Tiene su sede en la localidad homónima.

## Ubicación
El municipio se encuentra localizado en la zona sureste del departamento de Rivera.

## Características
El municipio de Vichadero fue creado por Ley Nº 18653 del 15 de marzo de 2010, en cumplimiento de la Ley Nº 18567 que disponía la creación de municipios en todas aquellas localidades con una población a partir de 2000 habitantes. Forma parte del departamento de Rivera y comprende el distrito electoral HFG de ese departamento.

## Territorio y demografía
El territorio correspondiente a este municipio comprende un área total de 510.5 km², y alberga una población de 4048 habitantes de acuerdo a datos del censo del año 2011, lo que implica una densidad de población de 7.9 hab/km².

### Localidades
La única localidad que forma parte de este municipio es Vichadero.

## Autoridades
La autoridad del municipio es el Concejo Municipal, compuesto por el Alcalde y cuatro Concejales.
Alcaldes según período:
| Nº | Alcalde               | Partido             | Inicio del mandato      | Fin del mandato         | Observaciones     | Concejales                                                                     |
| -- | --------------------- | ------------------- | ----------------------- | ----------------------- | ----------------- | ------------------------------------------------------------------------------ |
| 1  | Carlos Ney Romero     | Partido Nacional PN | 9 de julio de 2010      | 8 de julio de 2015      | Alcalde elegido   |                                                                                |
| 2  | Carlos Ney Romero     | Partido Nacional PN | 9 de julio de 2015      | 26 de noviembre de 2020 | Alcalde reelegido | Adán Pimentel (PN) Daniel Olivera (PN) Julio Romero (PN) Juan Pedro Acuña (PC) |
| 3  | Luis Alberto Coutinho | Partido Nacional PN | 27 de noviembre de 2020 | 2025                    | Alcalde reelegido | Heber López (PN) José Ignacio Cebey (PN) Adán Pimentel (PN) Jaime Mederos (PC) |